# ルフィニ小体
ルフィニ小体（英: Ruffini corpuscle）あるいはルフィニ終末（Ruffini ending）とは遅順応性機械受容器の一種で、ヒトの皮膚のうち体毛の生えていない部分や皮下組織のみに存在するとされる。名称はアンジェロ・ルッフィーニに因む。「ルフィニ」は「ルフィーニ」とも表記する。

## 構造
ルフィニ小体は細長い小体を樹状に枝分かれさせている。 

## 機能
この紡錘形の受容器は皮膚にかかる圧を感知し、指の定位・運動の制御や運動感覚に資している。物体が皮膚と擦れるのを感知する役目を果たし、物を握る際の調整ができるようにするとされる。
ルフィニ小体は、持続的な圧力に反応し、ほとんど順応しない。 
ルフィニ終末は皮下深くに位置し、2度の特異度で、持続的な圧力だけでなく、物体と接した部分の機械的変化を、特に角度の変化を示す。ルフィニ終末は遅順応性の温度受容器としても働き、高深度の火傷の場合にルフィニ終末の発火が抑えられると痛みも止まる。